# Condado de Glimes de Brabante
El condado de Glimes de Brabante es un título nobiliario español concedido en Flandes el 22 de diciembre de 1643 por el rey Felipe IV de España a favor de Warnier o Warquier de Glimes, señor de la Falize, en Flandes.
La grandeza de España de segunda clase honoraria fue concedida 9 de diciembre de 1746 por Felipe V de España a Ignacio Francisco de Glimes de Brabante, III conde de Glimes de Brabante.
Grandeza de España de segunda clase declarada perpetua y hereditaria el 23 de abril de 1782 por Carlos III de España a favor de Honorato Ignacio de Glimes de Brabante, IV conde de Glimes de Brabante.

## Denominaciones
Este título se concedió con la denominación de "condado de Glimes", siendo la actual denominación "condado de Glimes de Brabante" del 24 de abril de 1985.

## Armas
Armas: De sable, león de oro, armado y lampasado de gules (Brabante); brochante sobre el todo un escusón de azur, sembrado de billetes de oro, brochante banda de plata (Glimes).

Lema: Brabant.

## Condes de Glimes de Brabante
|                                                                     | Titular                                                           | Periodo                                     |
| Creado por Felipe IV como Condado de Glimes                         | Creado por Felipe IV como Condado de Glimes                       | Creado por Felipe IV como Condado de Glimes |
| ------------------------------------------------------------------- | ----------------------------------------------------------------- | ------------------------------------------- |
| I                                                                   | Warnier o Warquier de Glimes                                      | 1643-1676/7                                 |
| II                                                                  | Gilles Alexis de Glimes                                           | 1676/7-1707                                 |
| III                                                                 | Ignacios Francisco de Glimes de Brabante                          | 1707-1755                                   |
| IV                                                                  | Honorato Ignacio de Glimes de Brabante                            | 1755-1804                                   |
| V                                                                   | Francisco de Paula Teodoro Fernández de Córdoba Alagón y la Cerda | 1804-1814                                   |
| VI                                                                  | Joaquín María Fernández de Córdoba y Vera de Aragón               | 1814-1857                                   |
| Rehabilitado por Alfonso XIII                                       |                                                                   |                                             |
| VII                                                                 | Alfonso Escrivá de Romaní y Sentmenat                             | 1916-1928                                   |
| VIII                                                                | Luis Bertrán Escrivá de Romaní y Sentmenat                        | 1928-1977                                   |
| IX                                                                  | Luis Beltrán Escrivá de Romaní y Patiño                           | 1977-1985                                   |
| Condes de Glimes de Brabante (nueva denominación) por Juan Carlos I |                                                                   |                                             |
| X                                                                   | Luis Beltrán Escrivá de Romaní y Patiño                           | 1985-1989                                   |
| XI                                                                  | Luis Bertrán Escrivá de Romaní y Soto                             | 1989-actual titular                         |

## Historia de los condes de Glimes de Brabante
- Warnier o Warquier de Glimes (f. en 1676/7), señor de la Falize y de Limelette-Lombrange, I conde de Glimes.

1. Casó el 15 de diciembre de 1638 con Marie-Isabelle de Nasáu, hija de Alexis II de Nasáu, señor de Corroy, Fresne y Chenemont.
2. Casó con Claude d'Havrech.
3. Casó con Angélique de Hylle, hija de Jean-Jacques, barón de Hylle, y de su esposa Luise-Katherine Bentinck.

Le sucedió, de su primer matrimonio, su hijo:
- Gilles Alexis de Glimes (1640-1707), II conde de Glimes, señor de la Falize.

1. Casó, en 1665, con Marie Agnès de Campegne, hija de Henri de Campegne, señor de la Neffe y de Agnès-Claude de Glimes de Brabant.

Le sucedió su hijo:
- Ignacio Francisco de Glymes de Brabante (Ignace-François de Glymes-Brabant, Seigneur de la Falize, 1677-1755), III conde de Glimes.[2] señor de la Falize, hijo de Gilles II Alexis de Glymes-Brabant. Fue teniente coronel de Reales Guardias Walonas, teniente general de los RREE, gobernador de Tortosa.

1. Casó, el 16 de marzo de 1723, con Marie-Françoise d’Anneux de Wargnies, hija de Philippe-Jean d’Anneux, marqués de Wargny.

Le sucedió su hijo:
- Honorato Ignacio de Glimes de Brabante (1725-1804), IV conde de Glimes y del SIR, grande de España de 2ª clase (23.4.1780), barón de Samar, señor de Limelette, la Falize, la Neffe, Saint-Mars, Amée, Fraire-la-Grande, Dorine, Sohet, Cour-sur-Heure, Rinc et Hartée, gentilhombre de cámara del Rey, mariscal de campo.

1. Casó, antes de 1744, con Marie-Théodore de Gavre, hija mayor de Charles-Emmanuel-Joseph, 1.er Príncipe de Gavre, marquis d’Ayseau, comte de Beaurieu et du SER, de Peer, de Fresin, de Gomignies et de Châteauneuf, vicomte du Quesnoy, barón de Hamal, barón et seigneur de Monceau, Ugies, Haversin, Buissonville et Verenne, chambellán de SMI, Copero mayor hereditario de Flandes, capitán general y soberano bailío del país y condado de Namur y de Louise Henriette Thérèse baronne de Waha de Fronville, dame de Haversin, dama OCruzEstrellada. Sin descendientes.

Le sucedió su sobrino nieto:
- Francisco de Paula Fernández de Córdoba Alagón y la Cerda (1778-1814), V conde de Glimes, III marqués de Aguilar de Ebro, XIII conde de Sástago, V marqués de Peñalba, conde del Sacro Romano Imperio, Gran Camarlengo del Reino de Aragón. 2 veces grande de España.

1. Casó el 4 de junio de 1798 con María Francisca Vera de Aragón y Manuel de Villena, XII marquesa de Espinardo, II marquesa del Campillo, hija única de Joaquín de Vera y Saurín, X marqués de Espinardo y de María Teresa Manuel de Villena y Mendoza, hija del marqués del Real Tesoro.

Le sucedió su hijo:
- Joaquín María Fernández de Córdoba y Vera de Aragón (1799-1857), VI conde de Glimes, IV marqués de Aguilar de Ebro, XIV conde de Sástago, VI marqués de Peñalba, XIII marqués de Espinardo,  conde del Sacro Romano Imperio, 2 veces grande de España, maestrante de Zaragoza, caballero gran cruz de la Orden de Carlos III, Gentilhombre de Cámara de S.M., Diputado a Cortes, Senador vitalicio y Prócer del Reino, Presidente del Canal de Isabel II.

1. Casó el 15 de mayo de 1822 con Francisca de Paula Magallón y Rodríguez de los Ríos, VII marquesa de Castelfuerte, hija única de José María Magallón y Armendáriz, III marqués de San Adrián, VI marqués de Castelfuerte, señor de Monteagudo y Ezcay, grande de España y de María de la Soledad Isidra Rodríguez de los Ríos y Jauche Laso de la Vega, V marquesa de Santiago, V marquesa de la Cimada, marquesa de Monreal, VI condesa de Zweveghem, hija de Cayetano Rodríguez de los Ríos y Álvarez, marqués de Santiago, cabAlc, señor de Uterviejo, y de Paula de Jauche Laso de la Vega, IV marquesa de la Cimada, condesa de Zweveghem;
2. Casó el 12 de julio de 1830 con María de la Soledad Bernaldo de Quirós y Rodríguez de los Ríos, hija mayor de Antonio María Bernaldo de Quirós Mariño de Lobera VI marqués de Monreal, hijo segundo de los marqueses de Campo Sagrado, y de María de la Soledad Rodríguez de los Ríos y Jauche Laso de la Vega, marquesa de Santiago, V marquesa de la Cimada.

Le sucedió, por rehabilitación, su bisnieto:

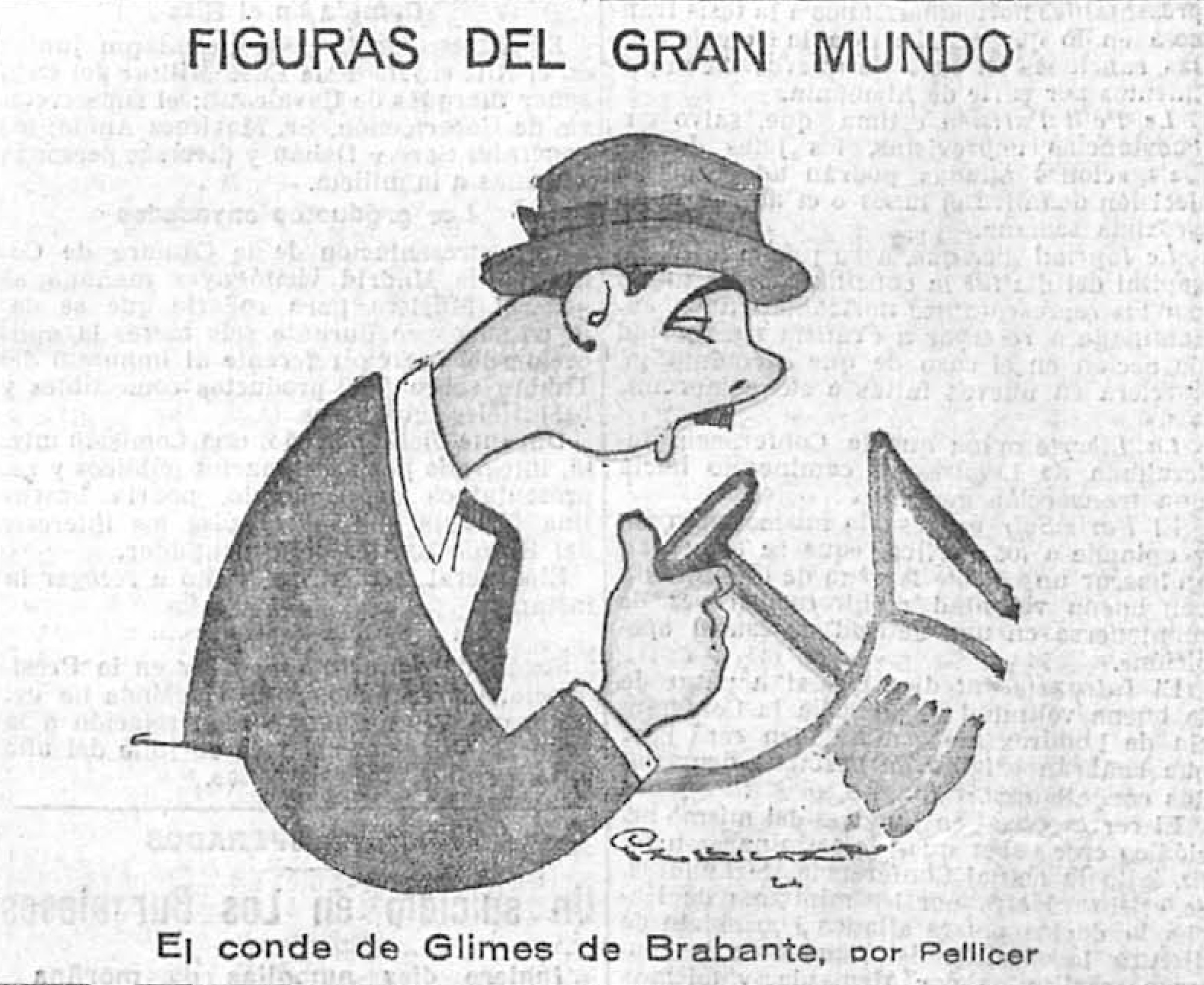
«Figuras del gran mundo. El conde de Glimes de Brabante». De Pellicer (El Imparcial, 1924)

- Alfonso Escrivá de Romaní y Sentmenat (1894-1978), VII conde de Glimes (rehabilitado en 1916), II conde de Alcubierre, IV marqués de San Dionís.

1. Casó en Madrid el 18 de abril de 1928 con María Antonia Orozco y Rofarra, hija de Juan Antonio de Orozco Álvarez-Mijares y de Laura Rofazza Besoiti.
2. Casó en Comillas, Santander el 25 de agosto de 1948 con María Teresa de la Vega y Rivero. Del primer matrimonio tuvo por hijo a Juan Antonio Escrivá de Romaní y Orozco (f. en 1982), V marqués de San Dionis, III conde de Alcubierre, grande de España. casó con Mercedes de Vereterra y Vereterra.

En el condado de Glimes le sucedió en 1928, por traspaso, su hermano mayor:
- Luis Bertrán Escrivá de Romaní y Sentmenat (1888-1977), VIII conde de Glimes de Brabante, XVI conde de Sástago, V marqués de Monistrol de Noya, VIII marqués de Aguilar de Ebro, IX marqués de Peñalba, XVI barón de Beniparrell, dos veces grande de España.

1. Casó con Josefa Patiño y Fernández-Durán, hija de Luis María de los Ángeles Patiño y Mesa, VII marqués de Castelar, VI marqués de la Sierra, XII conde de Guaro, grande de España y de María de la Concepción Fernández-Durán y Caballero, Bernaldo de Quirós y Muguiro.

Le sucedió, en 1958 su hijo:
1. Luis Beltrán Escrivá de Romaní y Patiño (1931-1989), IX conde de Glimes, sustituido por I conde de Glimes de Brabante (nueva denominación desde 23 de abril de 1985), grande de España.
2. Casó el 11 de febrero de 1956 con María de Soto y Carvajal, hija de Fernando de Soto y Domecq, XIII marqués de Arienzo, XII marqués de Santaella, grande de España, y de María Colón de Carvajal.

Le sucedió, en 1989, su hijo:
- Luis Bertrán Escrivá de Romaní y Soto, II conde de Glimes de Brabante.

1. Casado con Matilde Enciso Alonso-Muñumer.